# You Suck at Parking
You Suck at Parking est un jeu vidéo de course solo et multijoueur de type die and retry sorti le 14 septembre 2022. Il est développé et édité par le studio indépendant belge Happy Volcano.

## Histoire
Le jeu est annoncé à l'été 2020, puis en 2021 pour Steam. Le 14 septembre 2022, le jeu sort sur Xbox via le Xbox Game Pass et sur PC, puis sur PlayStation 4, PlayStation 5, Xbox One, Xbox Series et Nintendo Switch le 19 septembre 2023,,.
En décembre 2022, une saison 2 et une extension sortent, l'extension ajoutant une cinquantaine de cartes autour du thème de la lave et des enfers.
Le jeu fait partie des 11 jeux sélectionnés pour l'édition 2023 de la ZLAN, une compétition annuelle d'esport,.

## Système de jeu
Plus d'une centaine de maps sont disponibles dans le jeu,, les pistes étant faites d'asphalte ou de glace. Sur chacune de ces maps se trouvent plusieurs places de parking. Le but du jeu pour chacun des joueurs est de parvenir à se garer une fois sur chacune des places disponibles en respectant un temps imparti,. À chaque fois qu'une place de parking est validée, le joueur revient automatiquement au point de départ de la map et repart chercher une autre place. Cependant, des obstacles sont présents sur les maps afin de perturber le trajet des joueurs : boules de feu, mines, tremplins, etc. Les joueurs peuvent également utiliser des portails de téléportation ou se percuter entre-eux afin de se faire tomber ou de s'incendier, faisant de You Suck at Parking un die and retry. C'est le premier joueur à valider toutes les places de la map qui gagne la partie.
Le mode multijoueur se joue à huit, le jeu se contrôle avec cinq touches et une boutique est disponible. Par son esthétique, sa maniabilité et l'angle de vu de sa caméra, You Suck at Parking rappelle la série de jeux vidéo Micro Machines,,,.